# ZeniMax Media
ZeniMax Media Inc.（中文译名：泽尼麦美地亚有限公司）是美国媒体公司，通过其子公司开发并发行电子游戏。ZeniMax持有id Software（毁灭战士系列、雷神之锤系列、德军总部系列开发商）、贝塞斯达游戏工作室（上古卷轴系列、《辐射3》开发商）、Arkane Studios（《地城英雄誌》、《魔法门之黑暗弥赛亚》和《羞辱》开发商）、MachineGames和ZeniMax Online Studios。ZeniMax Media Inc.总部位于美国马里兰州罗克维尔市，并在北美、欧洲、亚洲和澳洲设有办公室。
ZeniMax Media在2007年报告资产约12亿美元。
2014年3月21日，ZeniMax Media在位於達拉斯的德州北區聯邦地方法院對Oculus VR公司、Oculus VR的創辦人Palmer Luckey提出訴訟，ZeniMax Media主張Palmer Luckey非法竊取屬於該公司的商業機密、並且違反雙方在2012年五月的技術合作過程中所簽訂的保密協定，且Oculus的母公司Facebook在2014年收購Oculus VR的過程中對此事知情。2017年2月1日，陪審團判決Oculus、Facebook、Luckey應支付ZeniMax Media五億美元賠償金，其中Oculus應支付二億五千萬美元、Luckey個人應負擔五千萬美元、Oculus VR前CEO Brendan Iribe需支付一億五千萬美元。2018年12月13日，雙方就訴訟達成了和解。
2020年9月21日，微软宣布以75亿美元收购ZeniMax Media，並於2021年3月9日完成，ZeniMax正式成為Xbox遊戲工作室的一員，同時解散董事會。
2022年微軟成立微软游戏（Microsoft Gaming）部門，ZeniMax經重組後成為旗下的子公司。
2024年5月7日，微软关闭ZeniMax旗下Arkane奥斯汀工作室（负责《红霞岛》开发），探戈游戏工作室（同年8月12日由韓國遊戲開發商魁匠團收購）和Alpha Dog Games（手机游戏《Mighty Doom》开发商）。而Roundhouse Studios则并入ZeniMax Online Studios。